# کیورو
کیورو (به ایتالیایی: Chiuro) یک کومونه در ایتالیا است که در استان سوندریو واقع شده‌است.

## خصوصیات
کیورو ۵۱٫۸ کیلومترمربع مساحت و ۲٬۴۹۹ نفر جمعیت دارد و ۳۹۰ متر بالاتر از سطح دریا واقع شده‌است.